# La senyora de Sade
La senyora de Sade (japonès サド侯爵夫人 Sado kōshaku fujin) és una peça de teatre escrita en 1965 per l'escriptor japonès Yukio Mishima. Ha estat traduïda al català per Vicenç Altaió i Patrick Gifreu.

## Presentació
Yukio Mishima va dir que la seva obra podria ser titulada: Sade vista a través dels ulls de les dones. Va ser adaptada al francès i dirigida el 2010 per Jacques Vincey. A la contraportada del llibre, l'autor explica que va ser mentre llegia La vida del marquès de Sade (サド侯爵の生涯, Sado kōshaku no shōgai?, 1964) del seu amic Tatsuhiko Shibusawa que estava intrigat pel comportament de la marquesa de Sade, que havia mostrat al seu marit una lleialtat intransigent durant els molts anys que va passar a la presó, i que el va abandonar quan va recuperar la seva llibertat. Va ser aquesta actitud aparentment incomprensible la que va despertar el seu interès i el va portar a escriure la seva obra, en la qual "podem veure un intent de proporcionar el problema amb una solució lògica". A continuació, diu que sentia que una veritat inintel·ligible s'amagava darrere d'aquest enigma i que volia "considerar Sade en aquest sistema de referències".

## Argument
El propi Yukio Mishima reconeix que "potser és singular que un japonès escrigui una obra de teatre sobre un argument francès", però se sent atret per la dualitat del comportament de la senyora de Sade. Sobre aquest context històric, construeix un argument per a sis dones on pot parlar lliurement sobre l'evolució de la moral i l'ordre social, el repte de l'omnipotència de l'Església Catòlica Romana, en un context d'una futura revolució francesa.
El marquès està absent de la sala, però, evidentment, està present en totes les converses. Podem defensar-lo, podem estar en contra d'ell, però el menys que podem dir és que no deixa a ningú indiferent. És un home exaltat, un radical que té posicions sobre la vida i l'amor que estan ben definides i no agraden el poder. Tots els personatges són com a la sala d'estar, sense molta reacció als esdeveniments i, com conclou Mishima, "la seva relació amb la paraula i la perversitat de la seva relació és una reminiscència del teatre de Pierre de Marivaux o Les liaisons dangereuses de Pierre Choderlos de Laclos: aquestes dones parlen d'existir, per omplir el buit que les amenaça".

## Representacions
La primera representació de La senyora de Sade es va fer el 14 de novembre de 1965 al Kinokuniya Hall de Tòquio. Fou dirigida per Takeo Matsuura i produïda pel Teatre Nova Literatura. Yatsuko Tannami interpreta a Renée; Yoshi Minami intepreta a Madam de Montreuil; Anne és interpretada per Hideko Muramatsu; la baronesa de Simiane fou interpretada per Natsuko Kahara; la comtessa de Saint-Fond fou interpretada per Miki Masaki; i Charlotte fou interpretada per Junko Miyauchi.
Ingmar Bergman va representar l'obra al Dramaten en 1989 amb Stina Ekblad com a Renée, Marie Richardson com la seva germana i Anita Björk com al seva mare. El director va fer una versió per a televisió el 1991.
L'abril de 2009 Madame de Sade fou representada al Donmer West End de Londres i va rebre crítiques mixtes. Rosamund Pike interpretava Renee; Judi Dench interpretava Madame de Montreuil; i Frances Barber interpretava la comtessa de Saint-Fond.
En català fou representada al Teatre Lliure el 29 d'octubre de 1986 dirigida per Jordi Mesalles amb escenografia d'Alfons Flores i vestuari de Fabià Puigserver. Les intèrprets foren Rosa Novell (Renée), Julieta Serrano (madame de Montreuil), Muntsa Alcañiz (Anne Propere), Anna Lizaran (comtessa de Sanit Fond), Carlota Soldevila (baronessa de Simiane) i Teresa Vilardell (Charlotte).